# Халупкі (Келецький повіт)
Халупкі (пол. Chałupki) — село в Польщі, у гміні Моравиця Келецького повіту Свентокшиського воєводства.
Населення — 346 осіб (2011).
У 1975-1998 роках село належало до Келецького воєводства.

## Демографія
Демографічна структура на день 31 березня 2011 року:
|          | Загалом | Допрацездатний вік | Працездатний вік | Постпрацездатний вік |
| -------- | ------- | ------------------ | ---------------- | -------------------- |
| Чоловіки | 192     | 34                 | 146              | 12                   |
| Жінки    | 154     | 36                 | 93               | 25                   |
| Разом    | 346     | 70                 | 239              | 37                   |